# Суринам на Играх доброй воли
Суринам принимал участие в летних Играх доброй воли единственный раз, на Играх 1990 года.
Спортивная делегация Суринама завоевала всего 1 медаль, золотую.

## Медальный зачёт

### Медали на летних Играх
| Игры       | Золото         | Серебро        | Бронза         | Всего          | Место          |
| 1986       | не участвовали | не участвовали | не участвовали | не участвовали | не участвовали |
| Сиэтл 1990 | 1              | 0              | 0              | 1              | 21             |
| 1994       | не участвовали | не участвовали | не участвовали | не участвовали | не участвовали |
| 1998       | не участвовали | не участвовали | не участвовали | не участвовали | не участвовали |
| 2001       | не участвовали | не участвовали | не участвовали | не участвовали | не участвовали |
| Всего      | 1              | 0              | 0              | 1              |                |